# 해피 해킹 키보드
해피 해킹 키보드(Happy Hacking Keyboard, HHKB)는 일본의 PFU 리미티드가 일본의 컴퓨터 과학자이자 선구자인 와다 에이이치와 공동 개발하여 생산하는 소형 컴퓨터 자판이다. 일반적인 104키 레이아웃에서 60키로 키를 줄여 전체적인 비율은 작아졌지만, 풀사이즈 키를 유지하는 것이 특징이다. 초기 84키 IBM Personal Computer/AT 및 IBM PC XT 레이아웃과 같이 컨트롤 키를 원래 위치로 되돌렸다. 현재 생산 중인 모델은 해피 해킹 키보드 프로페셔널 클래식, 프로페셔널 하이브리드(유무선 듀얼 연결), 그리고 프로페셔널 하이브리드 타입-S (하이브리드의 저소음 버전)이며, 모두 어둡거나 밝은 색상 구성과 무각인 또는 인쇄된 키캡으로 제공된다. 프로페셔널 하이브리드 모델은 일본어 레이아웃으로도 제공된다.

## 역사

### 시작
새로운 컴퓨터 시스템이 나올 때마다 점점 더 복잡해지는 새로운 키보드 레이아웃에 좌절한 와다 에이이치는 다양한 컴퓨터 시스템에서 계속 사용할 수 있는 자신만의 키보드를 만들고자 했다. 오리지널 매킨토시 키보드에서 영감을 받아 와다 교수는 PFU와 협력하여 다음 철학을 바탕으로 해피 해킹 키보드를 설계했다.
키보드는 PC 제조사에게 액세서리이므로, 제조 비용을 최소화하는 데 중점을 둔다. 하지만 그것은 잘못된 생각이다. 미국의 카우보이들이 여행 도중 말이 죽으면 말을 그 자리에 버려두었다. 하지만 사막 한가운데에 있더라도 안장은 꼭 챙겼다. 말은 소모품이었지만, 안장은 그들의 몸에 익숙해진 인터페이스였다. 마찬가지로, PC는 소모품인 반면, 키보드는 중요한 인터페이스이다.

설계 과정에서 와다 에이이치는 인쇄된 키캡과 무각인 키캡이 있는 키보드 목업을 만들었는데, 그의 학생들이 무각인 키캡을 매우 좋아한다는 것을 발견했고, 무각인 키캡이 있는 HHKB의 전통은 오늘날까지 이어지고 있다.

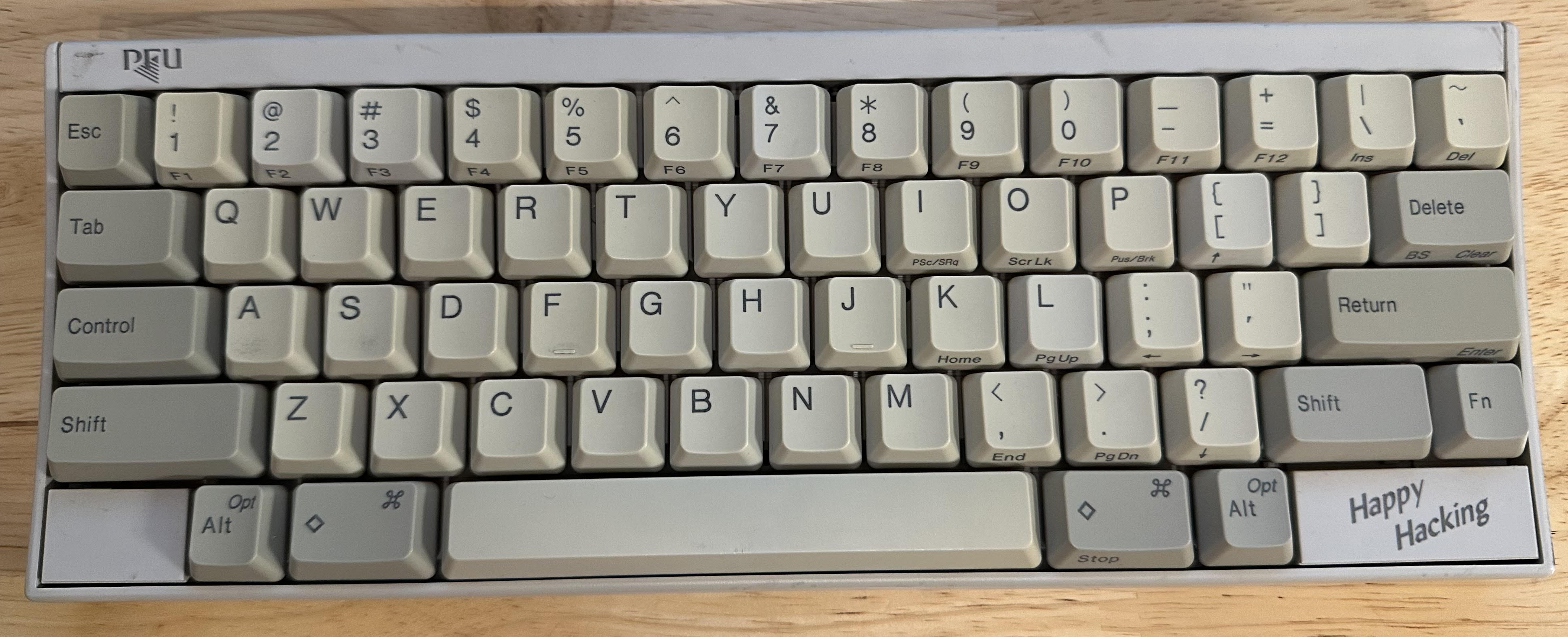
1세대 해피 해킹 키보드

최초의 해피 해킹 키보드(HHKB)는 1996년에 출시되었으며 멤브레인 키스위치를 사용했다. 이 키보드는 탈착식 케이블로 컴퓨터에 연결하기 위해 PS/2, Sun, ADB 인터페이스를 사용했으며 흰색으로만 제공되었다. 최초의 HHKB에 이어 1999년과 2001년에 각각 HHKB Lite와 HHKB Lite2가 출시되었다. HHKB Lite 모델 또한 멤브레인 키스위치를 사용했지만 표준 HHKB와는 약간 다른 레이아웃을 가졌다. HHKB Lite는 검은색으로도 제공된 최초의 HHKB 모델이며, HHKB Lite2는 USB 인터페이스를 사용한 최초의 HHKB 모델이다.

### HHKB 프로페셔널 시리즈

#### 1세대
최초의 HHKB 프로페셔널(이전에 언급된 최초의 HHKB와 혼동하지 말 것)은 2003년 12월에 출시되었으며, 흰색 또는 차콜(검은색) 색상으로 무각인 또는 인쇄된 키캡으로 제공되었다. 소급하여 HHKB 프로페셔널 1로 알려진 이 모델은 모든 후속 모델이 오늘날까지 사용하는 유명한 Topre 정전용량 무접점 키스위치를 사용한 최초의 HHKB 모델이다. 또한 키보드를 컴퓨터에 연결하는 데 사용되는 탈착식 미니-USB 케이블이 특징이다.

#### 2세대
HHKB 프로페셔널 2는 2006년 3월에 출시되었으며, 흰색 또는 차콜(검은색) 색상으로 무각인 또는 인쇄된 키캡으로 제공된다. 주요 특징은 마우스 및 기타 주변기기를 연결하기 위한 2포트 USB 허브가 내장되어 있다는 것이다.
2011년, PFU는 HHKB 프로페셔널 2 타입-S를 출시했다. 흰색으로만 제공되며(무각인 또는 인쇄된 키캡 모두 가능), HHKB 프로페셔널 2 타입-S는 저소음 Topre 키스위치를 포함한 HHKB 프로페셔널 2의 저소음 버전이다.
HHKB 프로페셔널 BT라는 HHKB 프로페셔널 2의 또 다른 변형이 2016년에 출시되었다. 이 모델은 블루투스 연결을 특징으로 하는 최초의 HHKB이다. HHKB 프로페셔널 BT 모델은 키보드 후면의 "배터리 돌출부"에 AA 배터리를 넣어 작동하며 블루투스만 사용하여 연결할 수 있다(이 모델에는 마이크로-USB 포트가 있지만, 배터리 대신 키보드에 전원을 공급하는 용도로만 사용되며 데이터 전송용으로는 사용할 수 없다).

#### 3세대

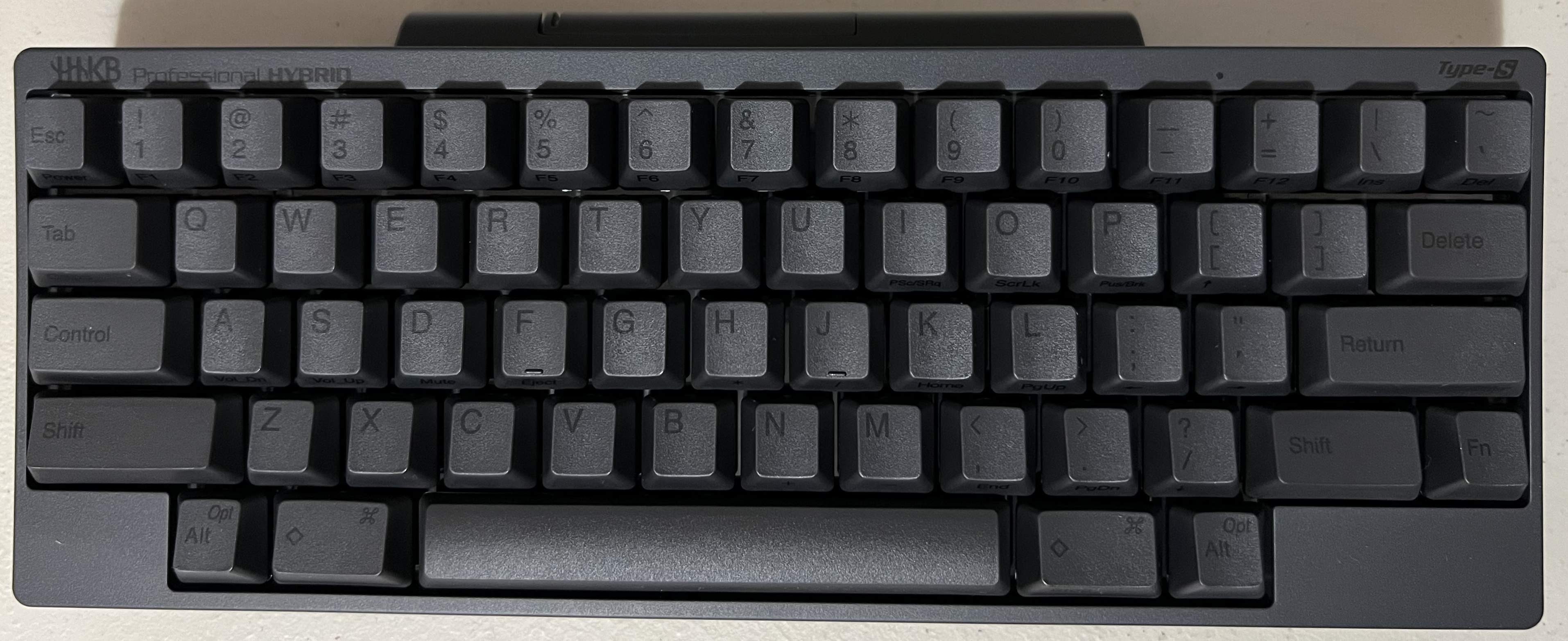
HHKB 프로 하이브리드 타입-S

HHKB 프로페셔널의 3세대 모델인 클래식, 하이브리드, 하이브리드 타입-S는 2019년 12월에 출시되었다. 이 3세대 모델은 100% PBT 키캡을 특징으로 하며, 이전 모델에서는 ABS를 스페이스바에 사용했다. 또한, 3세대 모델은 미니-USB 대신 USB-C 연결을 특징으로 한다. HHKB 프로페셔널 하이브리드 모델은 이전 HHKB 프로페셔널 BT와 유사하게 "배터리 돌출부"에 AA 배터리를 넣어 작동한다. 그러나 HHKB 프로페셔널 BT와 달리, 이 모델은 USB-C 포트를 통해 유선 연결로도 사용할 수 있다. HHKB 프로페셔널 하이브리드 모델은 PFU의 공식 키 재매핑 소프트웨어도 지원한다. 

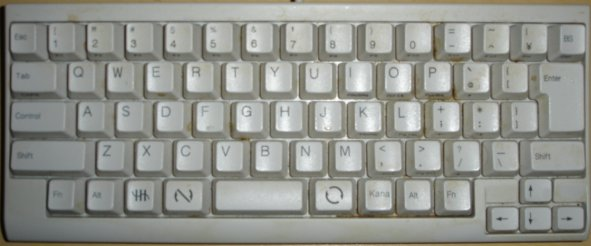
68개의 라벨이 붙은 키가 있는 해피 해킹 키보드 라이트 2

## 공통 기능
와다 에이이치가 지시한 해피 해킹 키보드 설계 원칙 중 일부는 최소한의 60키 디자인, 커서 또는 기능 키 없음, 표준 키보드 피치, 모두 유닉스 환경에서 사용하기에 최적화되어 있다는 것을 포함한다.
해피 해킹 키보드는 숫자 키패드가 없으며, 타자기 키 영역 외의 키는 주로 Fn 키를 통해 접근할 수 있다. 키는 Sun Type 3 키보드와 유사한 레이아웃으로 배열되어 있다. 구체적으로:
- 컨트롤 키는 대부분의 키보드가 캡스 록을 놓는 위치에 있다. 이것은 키보드에 있는 유일한 컨트롤 키이다.
- Esc 키는 1키 왼쪽에 위치하며, 일반적으로 그곳에 있는 틸데 키는 같은 행의 오른쪽 끝에 있다.
- Delete 키는 엔터 키 바로 위에 위치하며, 일반적으로 그곳에 있는 키는 그 위 행의 오른쪽에서 두 번째 키이다. 또한, 이것은 역사적으로 백스페이스라고 불리는 것이 아닌 실제 Delete 키이다. 백스페이스는 Fn+Delete를 통해 접근할 수 있지만, 해당 기능은 백스페이스 키와 DIP 스위치를 사용하여 교환할 수 있으며, 이 설정에서는 Delete 키는 Fn+`를 통해 접근할 수 있다.
- 메타 키는 스페이스 바와 Alt 키 사이에 위치한다.

키보드 반대쪽에는 DIP 스위치가 있다. 이는 다음 용도로 사용될 수 있다.
- Delete 키를 백스페이스로 변경한다. Fn+Delete는 백스페이스로 남아 있고, Fn+` (오른쪽 상단 키)는 Delete 키로 남아 있다.
- Alt 키와 메타 키를 바꾼다.
- USB 모델에서 다운스트림 USB 포트를 활성화/비활성화한다.
- OS를 설정한다.
- HHKB 하이브리드 모델에서 절전 모드를 활성화/비활성화한다.

크기는 대략 A5 용지 크기이다.

## 모델 개요
JP가 붙은 모델 이름은 일본어 레이아웃 변형을 나타낸다.
| 모델 이름                                            | 모델 #      | 색상               | 스위치 유형           | 인터페이스                    | 무각인 키캡 | 출시일           | 생산 중단                                                  | 비고                                                         |
| ---------------------------------------------------- | ----------- | ------------------ | --------------------- | ----------------------------- | ----------- | ---------------- | ---------------------------------------------------------- | ------------------------------------------------------------ |
| Happy Hacking Keyboard                               | PD-KB02     | 흰색               | 멤브레인              | PS/2, Sun, ADB                | 아니요      | 1996년 12월 20일 | 2006년 12월 10일                                           | 부저 (Sun), 전원 스위치 (Sun/Mac)                            |
| Happy Hacking Keyboard                               | PD-KB02N    | 흰색               | 멤브레인              | PS/2, Sun, ADB                | 아니요      | 1996년 12월 20일 | 2006년 12월 10일                                           | 부저 (Sun), 전원 스위치 (Sun/Mac)                            |
| Happy Hacking Keyboard Lite                          | PD-KB100W   | 흰색               | 멤브레인              | PS/2                          | 아니요      | 1999년 6월 7일   | 알 수 없음                                                 | 검은색 및 흰색 무각인 버전도 출시됨                          |
| Happy Hacking Keyboard Lite 2                        | PD-KB200W/P | 흰색               | 멤브레인              | PS/2                          | 아니요      | 2001년 3월 15일  | 2008년 12월 19일                                           | 화살표 키, 2포트 USB 허브. 일본어 및 영어 레이아웃으로 제공. |
| Happy Hacking Keyboard Lite 2                        | PD-KB200B/P | 검은색             | 멤브레인              | PS/2                          | 아니요      | 2001년 3월 15일  | 2008년 12월 19일                                           | 화살표 키, 2포트 USB 허브. 일본어 및 영어 레이아웃으로 제공. |
| Happy Hacking Keyboard Lite 2                        | PD-KB200W/U | 흰색               | 멤브레인              | USB                           | 아니요      | 2001년 3월 15일  |                                                            | 화살표 키, 2포트 USB 허브. 일본어 및 영어 레이아웃으로 제공. |
| Happy Hacking Keyboard Lite 2                        | PD-KB200B/U | 검은색             | 멤브레인              | USB                           | 아니요      | 2001년 3월 15일  |                                                            | 화살표 키, 2포트 USB 허브. 일본어 및 영어 레이아웃으로 제공. |
| Happy Hacking Keyboard Lite 2                        | PD-KB210W/U | 흰색               | 멤브레인              | USB                           | 아니요      | 2001년 3월 15일  |                                                            | 화살표 키, 2포트 USB 허브. 일본어 및 영어 레이아웃으로 제공. |
| Happy Hacking Keyboard Lite 2                        | PD-KB210B/U | 검은색             | 멤브레인              | USB                           | 아니요      | 2001년 3월 15일  |                                                            | 화살표 키, 2포트 USB 허브. 일본어 및 영어 레이아웃으로 제공. |
| Happy Hacking Keyboard Lite 2                        | PD-KB220W/U | 흰색               | 멤브레인              | USB                           | 아니요      | 2001년 3월 15일  |                                                            | 화살표 키, 2포트 USB 허브. 일본어 및 영어 레이아웃으로 제공. |
| Happy Hacking Keyboard Lite 2                        | PD-KB220B/U | 검은색             | 멤브레인              | USB                           | 아니요      | 2001년 3월 15일  |                                                            | 화살표 키, 2포트 USB 허브. 일본어 및 영어 레이아웃으로 제공. |
| Happy Hacking Keyboard Lite 2                        | PD-KB220MKW | 흰색               | 멤브레인              | USB                           | 아니요      | 2001년 3월 15일  | Mac 버전, 다른 Lite 2 기능 외에 command 및 option 키 포함. |                                                              |
| Happy Hacking Keyboard Lite 2                        | PD-KB200MKB | 검은색             | 멤브레인              | USB                           | 아니요      | 2001년 3월 15일  | Mac 버전, 다른 Lite 2 기능 외에 command 및 option 키 포함. |                                                              |
| Happy Hacking Keyboard Lite 2                        | PD-KB200MA  | 흰색               | 멤브레인              | USB                           | 아니요      | 2001년 3월 15일  | Mac 버전, 다른 Lite 2 기능 외에 command 및 option 키 포함. |                                                              |
| Happy Hacking Keyboard Lite 2                        | PD-KB220MA  | 흰색               | 멤브레인              | USB                           | 아니요      | 2001년 3월 15일  | Mac 버전, 다른 Lite 2 기능 외에 command 및 option 키 포함. |                                                              |
| Happy Hacking Keyboard Professional                  | PD-KB300    | 흰색               | Topre 정전용량 무접점 | USB                           | 아니요      | 2003년 4월 24일  | 2006년 12월 10일                                           | Topre 키스위치를 사용한 최초의 HHKB                          |
| Happy Hacking Keyboard Professional                  | PD-KB300B   | 차콜               | Topre 정전용량 무접점 | USB                           | 아니요      | 2003년 4월 24일  | 2006년 12월 10일                                           | Topre 키스위치를 사용한 최초의 HHKB                          |
| Happy Hacking Keyboard Professional                  | PD-KB300NL  | 흰색               | Topre 정전용량 무접점 | USB                           | 예          | 2003년 4월 24일  | 2006년 12월 10일                                           | Topre 키스위치를 사용한 최초의 HHKB                          |
| Happy Hacking Keyboard Professional                  | PD-KB300BN  | 차콜               | Topre 정전용량 무접점 | USB                           | 예          | 2003년 4월 24일  | 2006년 12월 10일                                           | Topre 키스위치를 사용한 최초의 HHKB                          |
| Happy Hacking Keyboard Professional 2                | PD-KB400W   | 흰색               | Topre 정전용량 무접점 | USB                           | 아니요      | 2006년 3월 24일  | 2019년 12월 10일                                           |                                                              |
| Happy Hacking Keyboard Professional 2                | PD-KB400B   | 차콜               | Topre 정전용량 무접점 | USB                           | 아니요      | 2006년 3월 24일  | 2019년 12월 10일                                           |                                                              |
| Happy Hacking Keyboard Professional 2                | PD-KB400WN  | 흰색               | Topre 정전용량 무접점 | USB                           | 예          | 2006년 3월 24일  | 2019년 12월 10일                                           |                                                              |
| Happy Hacking Keyboard Professional 2                | PD-KB400BN  | 차콜               | Topre 정전용량 무접점 | USB                           | 예          | 2006년 3월 24일  | 2019년 12월 10일                                           |                                                              |
| Happy Hacking Keyboard Professional 2 JP             | PD-KB420W   | 흰색               | Topre 정전용량 무접점 | USB                           | 아니요      | 2008년 11월 10일 | 2019년 12월 10일                                           |                                                              |
| Happy Hacking Keyboard Professional 2 JP             | PD-KB420B   | 차콜               | Topre 정전용량 무접점 | USB                           | 아니요      | 2008년 11월 10일 | 2019년 12월 10일                                           |                                                              |
| Happy Hacking Keyboard Professional HG               | PD-KB500W   | 흰색               | Topre 정전용량 무접점 | USB                           | 아니요      | 2006년 10월 12일 | 2019년 12월 10일                                           | 10주년 기념 특별 모델                                        |
| Happy Hacking Keyboard Professional HG               | PD-KB500B   | 검은색             | Topre 정전용량 무접점 | USB                           | 아니요      | 2006년 10월 12일 | 2019년 12월 10일                                           | 10주년 기념 특별 모델                                        |
| Happy Hacking Keyboard Professional HG               | PD-KB500WN  | 흰색               | Topre 정전용량 무접점 | USB                           | 예          | 2006년 10월 12일 | 2019년 12월 10일                                           | 10주년 기념 특별 모델                                        |
| Happy Hacking Keyboard Professional HG               | PD-KB500BN  | 검은색             | Topre 정전용량 무접점 | USB                           | 예          | 2006년 10월 12일 | 2019년 12월 10일                                           | 10주년 기념 특별 모델                                        |
| Happy Hacking Keyboard Professional HG JAPAN         | PD-KB500J   | 와지마-스타일 칠기 | Topre 정전용량 무접점 | USB                           | 예          | 2006년 10월 12일 | 2019년 12월 10일                                           | 10주년 기념 특별 모델                                        |
| Happy Hacking Keyboard Professional 2 Type-S         | PD-KB400WS  | 흰색               | Topre 정전용량 무접점 | USB                           | 아니요      | 2011년 6월 29일  | 2019년 12월 10일                                           | 저소음 버전                                                  |
| Happy Hacking Keyboard Professional 2 Type-S         | PD-KB400WNS | 흰색               | Topre 정전용량 무접점 | USB                           | 예          | 2011년 6월 29일  | 2019년 12월 10일                                           | 저소음 버전                                                  |
| Happy Hacking Keyboard Professional 2 Type-S JP      | PD-KB420WS  | 흰색               | Topre 정전용량 무접점 | USB                           | 아니요      | 2011년 6월 29일  | 2019년 12월 10일                                           | 저소음 버전                                                  |
| Happy Hacking Keyboard Professional BT               | PD-KB600B   | 차콜               | Topre 정전용량 무접점 | 블루투스                      | 아니요      | 2016년 4월 12일  | 2019년 12월 10일                                           | 블루투스를 사용한 최초의 HHKB                                |
| Happy Hacking Keyboard Professional BT               | PD-KB600BN  | 차콜               | Topre 정전용량 무접점 | 블루투스                      | 예          | 2016년 4월 12일  | 2019년 12월 10일                                           | 블루투스를 사용한 최초의 HHKB                                |
| Happy Hacking Keyboard Professional BT               | PD-KB600W   | 흰색               | Topre 정전용량 무접점 | 블루투스                      | 아니요      | 2016년 4월 12일  | 2019년 12월 10일                                           | 블루투스를 사용한 최초의 HHKB                                |
| Happy Hacking Keyboard Professional BT               | PD-KB600WN  | 흰색               | Topre 정전용량 무접점 | 블루투스                      | 예          | 2016년 4월 12일  | 2019년 12월 10일                                           | 블루투스를 사용한 최초의 HHKB                                |
| Happy Hacking Keyboard Professional BT JP            | PD-KB620B   | 차콜               | Topre 정전용량 무접점 | 블루투스                      | 아니요      | 2016년 4월 12일  | 2019년 12월 10일                                           | 블루투스를 사용한 최초의 HHKB                                |
| Happy Hacking Keyboard Professional BT JP            | PD-KB620W   | 흰색               | Topre 정전용량 무접점 | 블루투스                      | 아니요      | 2016년 4월 12일  | 2019년 12월 10일                                           | 블루투스를 사용한 최초의 HHKB                                |
| Happy Hacking Keyboard Professional Classic          | PD-KB401W   | 흰색               | Topre 정전용량 무접점 | USB-C                         | 아니요      | 2019년 12월 10일 |                                                            |                                                              |
| Happy Hacking Keyboard Professional Classic          | PD-KB401WN  | 흰색               | Topre 정전용량 무접점 | USB-C                         | 예          | 2019년 12월 10일 |                                                            |                                                              |
| Happy Hacking Keyboard Professional Classic          | PD-KB401B   | 차콜               | Topre 정전용량 무접점 | USB-C                         | 아니요      | 2019년 12월 10일 |                                                            |                                                              |
| Happy Hacking Keyboard Professional Classic          | PD-KB401BN  | 차콜               | Topre 정전용량 무접점 | USB-C                         | 예          | 2019년 12월 10일 |                                                            |                                                              |
| Happy Hacking Keyboard Professional Hybrid           | PD-KB800W   | 흰색               | Topre 정전용량 무접점 | 듀얼 모드 USB-C 또는 블루투스 | 아니요      | 2019년 12월 10일 |                                                            |                                                              |
| Happy Hacking Keyboard Professional Hybrid           | PD-KB800WN  | 흰색               | Topre 정전용량 무접점 | 듀얼 모드 USB-C 또는 블루투스 | 예          | 2019년 12월 10일 |                                                            |                                                              |
| Happy Hacking Keyboard Professional Hybrid           | PD-KB800B   | 차콜               | Topre 정전용량 무접점 | 듀얼 모드 USB-C 또는 블루투스 | 아니요      | 2019년 12월 10일 |                                                            |                                                              |
| Happy Hacking Keyboard Professional Hybrid           | PD-KB800BN  | 차콜               | Topre 정전용량 무접점 | 듀얼 모드 USB-C 또는 블루투스 | 예          | 2019년 12월 10일 |                                                            |                                                              |
| Happy Hacking Keyboard Professional Hybrid JP        | PD-KB820W   | 흰색               | Topre 정전용량 무접점 | 듀얼 모드 USB-C 또는 블루투스 | 아니요      | 2019년 12월 10일 |                                                            |                                                              |
| Happy Hacking Keyboard Professional Hybrid JP        | PD-KB820B   | 차콜               | Topre 정전용량 무접점 | 듀얼 모드 USB-C 또는 블루투스 | 아니요      | 2019년 12월 10일 |                                                            |                                                              |
| Happy Hacking Keyboard Professional Hybrid Type-S    | PD-KB800WS  | 흰색               | Topre 정전용량 무접점 | 듀얼 모드 USB-C 또는 블루투스 | 아니요      | 2019년 12월 10일 | 저소음 버전                                                |                                                              |
| Happy Hacking Keyboard Professional Hybrid Type-S    | PD-KB800WNS | 흰색               | Topre 정전용량 무접점 | 듀얼 모드 USB-C 또는 블루투스 | 예          | 2019년 12월 10일 | 저소음 버전                                                |                                                              |
| Happy Hacking Keyboard Professional Hybrid Type-S    | PD-KB800BS  | 차콜               | Topre 정전용량 무접점 | 듀얼 모드 USB-C 또는 블루투스 | 아니요      | 2019년 12월 10일 | 저소음 버전                                                |                                                              |
| Happy Hacking Keyboard Professional Hybrid Type-S    | PD-KB800BNS | 차콜               | Topre 정전용량 무접점 | 듀얼 모드 USB-C 또는 블루투스 | 예          | 2019년 12월 10일 | 저소음 버전                                                |                                                              |
| Happy Hacking Keyboard Professional Hybrid Type-S JP | PD-KB820BS  | 흰색               | Topre 정전용량 무접점 | 듀얼 모드 USB-C 또는 블루투스 | 아니요      | 2019년 12월 10일 | 저소음 버전                                                |                                                              |
| Happy Hacking Keyboard Professional Hybrid Type-S JP | PD-KB820WS  | 차콜               | Topre 정전용량 무접점 | 듀얼 모드 USB-C 또는 블루투스 | 아니요      | 2019년 12월 10일 | 저소음 버전                                                |                                                              |

## 같이 보기
- 기계식 키보드 목록
- 옵티무스 막시무스 키보드
- IBM 모델 M